# Кошница (село)
Кошница е село в Южна България. То се намира в община Смолян, област Смолян.

## География
Село Кошница се намира в планински район, а през селото минава река Арда.

## История
Селото се намира в подножието на планината, което всъщност е причината селото да носи името „кошница“. Дъгата, разбира се когато вали и грее слънце, не за постоянно, над селото се явява като дръжка и асоциацията с кошницата е изпълнена.

## Културни и природни забележителности
В близост до селото се намират пещерите „Джин дупка“, „Андака“, „Калето“, „Голобовица 1“, „Голобовица 2“, „Герана“, „Трите точки“, „Партизанската дупка“, „Младежката дупка“и „Ухловица“. През селото минава стар римски път за Константинопол.

## Религии
Кошница е малко село, предимно населено с българи-мюсюлмани и част с християни
- Джамия

## Кухня
- Пататник (баница с картофи)
- Калаци
- Клин
- Качамак
- Кешкек
- Марудници
- Телешко с трахана